# Гранд (річка, Онтаріо)
Ґранд (англ. Grand River) — річка у провінції Онтаріо, Канада. Довжина річки становить 280 км.
Річка бере початок недалеко від села Дандолк (англ. Dundalk), Онтаріо, і тече до містечок Ґранд-Веллі, Ферґус та Елора.
Звідти річка тече до міста Ватерлоо, Кіченер, Кембридж, містечка Париж, міста Брантфорд, містечка Каледонія й Каюга та впадає в озері Ері.

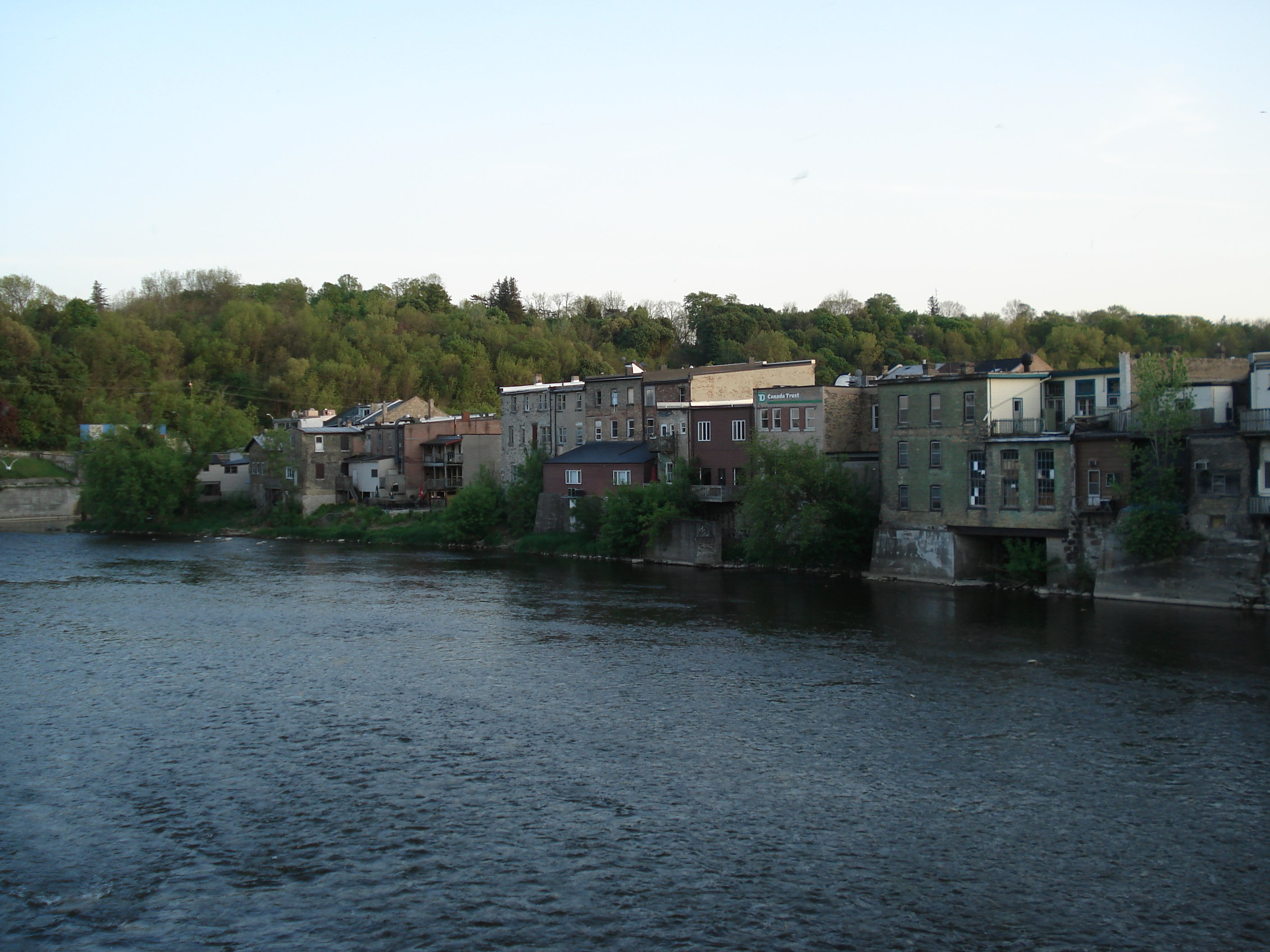
Річка Ґранд у Парижі (Онтаріо)

## Історія
Мовою Могавків річка відома як «О-Сі Кеніонгата-Тай» (O:se Kenhionhata: tie) «Іву Річка»."
Французьку назву отримала у 18 столітті, (фр. Grande Rivière) «Велика річка»."
Пізніше Джон Грейвз Сімко (англ. John Graves Simcoe) перейменував її на «Річка Уз» (англ. Ouse River) на честь річки Уз в графстві Лінкольншир, Англії. Сучасна назва річки Ґранд-Рівер.

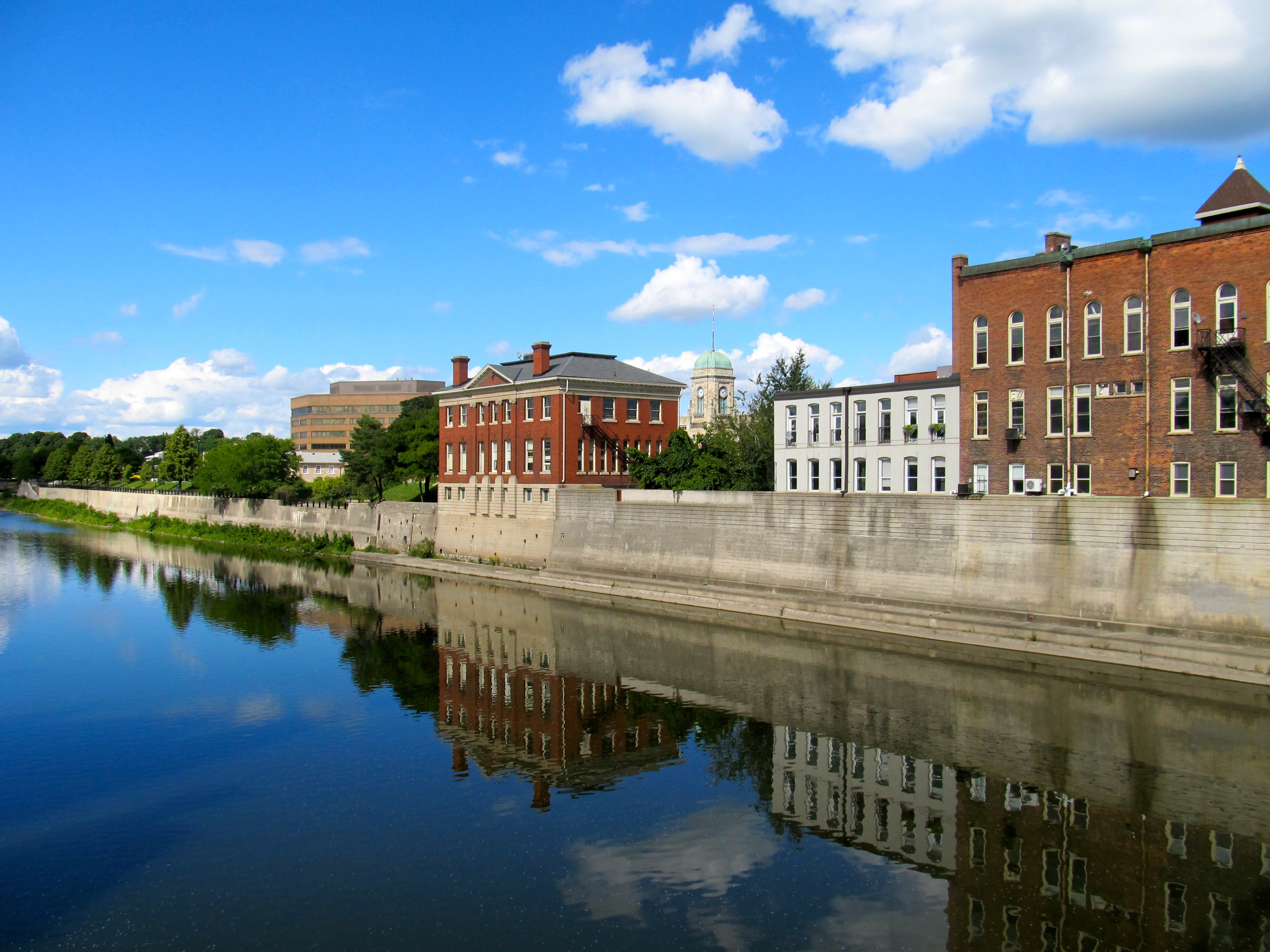
Річка Ґранд у Кембриджі, Онтаріо

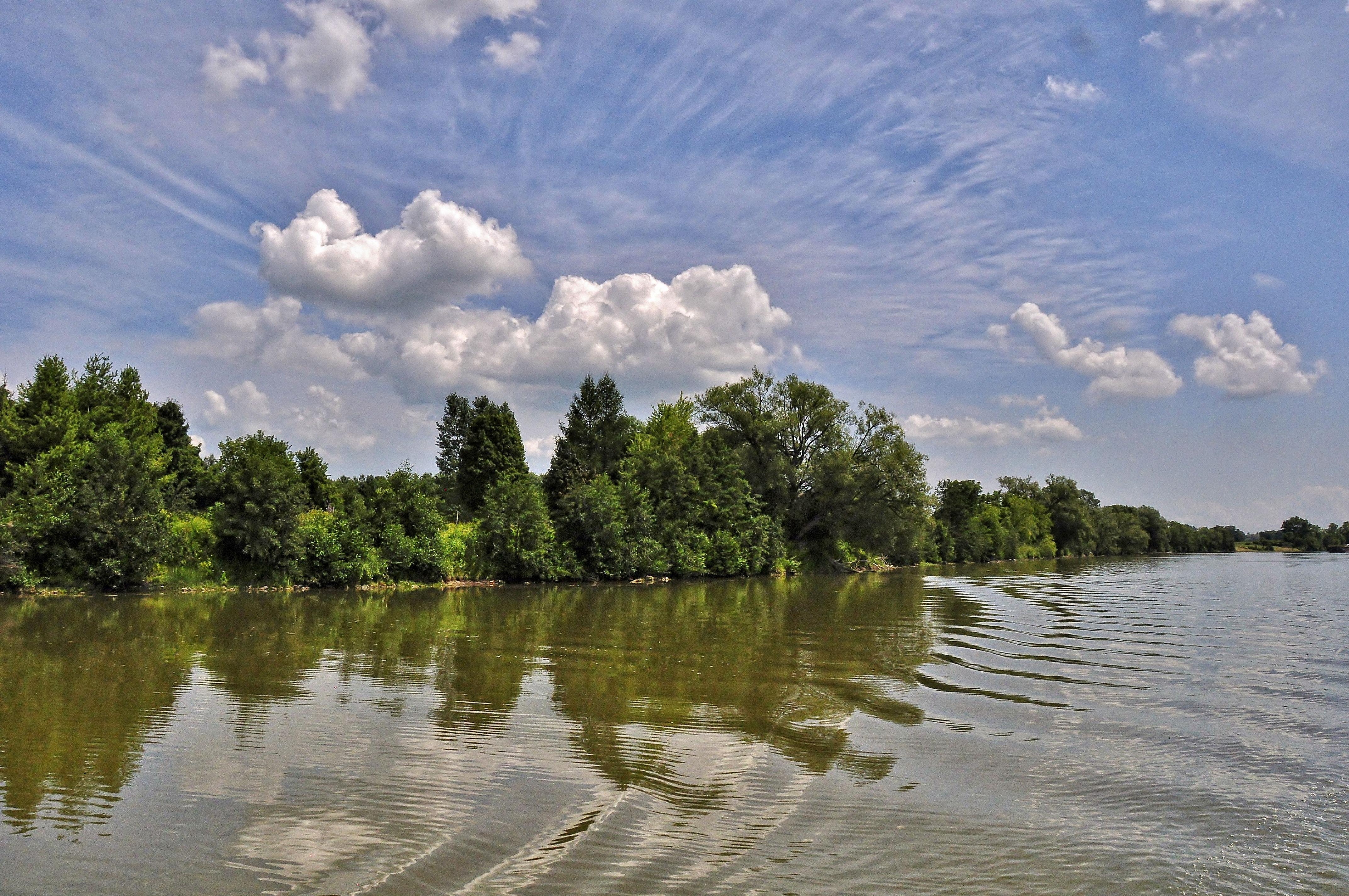
Річка Ґранд коло Онондаґи, Онтаріо

## Басейн річки
Річка Ґранд тече з Дандалка до озера Ері, з численними притоками, що впадають до неї, і охоплює площу водозбірного басейну 7000 квадратних кілометрів:
- Канагагіг'ю (англ. Canagagigue Creek)
- Чілліго (англ. Chilligo Creek)
- Конестого (англ. Conestogo River[en])
- Ерамоса англ. Eramosa River[en])
- Ірвін (англ. Irvine River)
- Лорел (англ. Laurel Creek)
- Макензі (англ. McKenzie Creek)
- Міл (англ. Mill Creek)
- Ніт (англ. Nith River[en])
- Спід (англ. Speed River[en])
- Вайтманс (англ. Whitemans Creek)